# Julieta y Romeo
Julieta y Romeo es una obra de teatro del dramaturgo español José María Pemán, estrenada en 1935.

## Argumento
Jugando con el título de la obra de Shakespeare, la pieza recrea la historia de Julieta, una joven viuda a punto de heredar el marquesado de Olmedo que poseía un tío de su difunto esposo. Sin embargo, una ambigua redacción del testamento brinda la posibilidad de que el marquesado pase a un desconocido primo de Madrid, que luchará por tan preciada herencia. Ante la situación, las cuñadas de Julieta le proponen que, en último término, despose al primo madrileño y así conserve el legado nobiliario. La propuesta se tambalea cuando aparece en escena el apuesto corredor de seguros Julián Romeo, ante el que Julieta cae rendida y por el que está dispuesta a renunciar a todo. Al final se descubre que es el primo madrileño, con lo que se da el feliz casamiento.

## Estreno
La obra se estrenó en el Teatro Victoria Eugenia de San Sebastián en agosto de 1935. Después recorrió otros escenarios en España para finalmente recalar en el Teatro Victoria de Madrid en enero de 1936. Al frente del elenco del montaje actuaron Josefina Díaz de Artigas (Julieta), Manuel Collado (Julián), Julia Pachelo, Concepción Campos, Adela Carboné y Ricardo Juste.

## Adaptaciones
En 1940 se llevó la obra al cine en cinta del mismo título dirigida por José María Castellví e interpretada por Marta Flores, Enrique Guitart, Arturo Cámara y Candelaria Medina.
Once años más tarde fue interpretada para la Radio Nacional de Suecia.
Finalmente existe una versión para la pequeña pantalla, dirigida por Cayetano Luca de Tena y emitida en el espacio de Televisión española Estudio 1 el 17 de agosto de 1966, con interpretación de Julita Martínez, Pablo Sanz, Julio Goróstegui y Tota Alba.